# 彼得·诺泰特
彼得·诺泰特（荷蘭語：Peter Nottet，1944年9月23日—），荷兰男子速度滑冰运动员。他曾代表荷兰参加1964年和1968年冬季奥林匹克运动会速度滑冰比赛，其中在1968年冬季奥运会获得男子5000米铜牌。